# Chris Lachotta
Christian „Chris“ Lachotta (* 6. November 1959 in Frankfurt am Main; † 8. Juni 2016 in München) war ein deutscher Kontrabassist, der vor allem im Modern Jazz hervorgetreten ist.

## Werdegang und Wirken
Lachotta absolvierte eine klassische Kontrabassausbildung an der Musikhochschule München und der Musikhochschule Würzburg, um dann am Vermont Jazz Center bei Attila Zoller, Steve Gilmore und Keith Copeland und 1991 am  Brooklyn College of Music die Jazzaspekte zu vertiefen. Weiterhin hatte er Unterricht bei Rufus Reid, Red Mitchell, Dave Holland, Jeff Fuller und Kenny Werner.
Lachotta arbeitete zunächst mit dem Kammerorchester des Festival Strings Lucerne, trat wiederholt mit dem Rundfunkorchester des Bayerischen Rundfunks auf und war am Deutschen Theater München bei Produktionen wie Kiss me Kate oder Cotton Club und als Theatermusiker auch an den Münchner Kammerspielen tätig. Im Jazz spielte er mit Kenny Wheeler, Mal Waldron, Monty Waters, Horace Tapscott, Joe Bonner, Pat, Joe LaBarbera, Claudio Roditi, Marcus Woelfle, Joe Kienemann,  und Kirk Lightsey. Zudem trat er immer wieder mit Embryo auf (Ni Hau, 1996). Mit dem Quintett von Christian Krischkowsky spielte er die Alben TS Bremen und 55 Days ein. Auch war er Mitglied im Quartett von Steve Reid (Live in Europe). Er gehörte zum Trio von David Gazarov (Black Vision, Autumnal Giant Steps). Weiterhin ist er auf Alben von Klaus Treuheit, Michael Hornstein, Jenny Evans, Bernhard Ullrich und Embryo zu hören. Seit 2002 war er auch Mitglied der Comedy-Gruppe Table for Two. Auch begleitete er in der Gruppe Alamto den persischen Trommelvirtuosen (Bechertrommel und Rahmentrommel) Hadi Alizadeh (* 1973 in Ilam).
Der zuletzt in der Nähe von München wohnende Lachotta verstarb am 8. Juni 2016 nach kurzer, schwerer Krankheit.

## Preise
- 2001: Jazzförderpreis der Stadt Ingolstadt